# Курган (Алтайский край)
Курган — посёлок в Благовещенском районе Алтайского края. Входит в состав Новокулундинского сельсовета.

## География
Курган находится в живописном месте Кулундинской степи, на правобережье реки Кулунда (около 1,5—2 км) и на расстоянии 0,8—1 км от озера Бахаревское (Песьяново). Посёлок расположен в 50 км (по дорогам) северо-восточнее районного центра — посёлка Благовещенка.
В посёлке имеется две улицы: Центральная и Новая. Начальная школа, магазин, ДК, медпункт.

## История
Начиная с середины XVII века, в процессе колонизации юга Западной Сибири, происходит заселение этой территории русскоязычным населением. Сокращение землепользования государственных крестьян, церковный раскол и преследования старообрядцев, стремление избежать государственных повинностей, крепостной неволи и рекрутчины – вот основные причины, движущие первыми поселенцами. Основатели сибирских старожильческих родов начинают ставить свои дома по берегам рек Кулунда и Кучук. Более широкое освоение и первая массовая волна переселения пришла в эти земли с началом крестьянской реформы 1861 года и отменой крепостного права. Процесс продолжался с разной степенью интенсивности до начала XX века. Первые поселения, возникшие на территории современного Благовещенского района в начале XIX века, входили в состав Кулундинской волости Бийского уезда, которая была образована в августе 1797 года. С 1821 года, в результате разукрупнения Кулундинской волости, эти деревни влились восстав вновь образованной Нижне-Кулундинской волости Барнаульского уезда Томской губернии.
Согласно изданию "Книга образования переселенческих участков 1885-1912 гг. / Сост. и изд. под руководством и ред. В.Н. Соболева; ГУЗ и З. Переселенч. упр. Том. р-н. -Томск: Том. переселенч. орг., 1913" – в 1910 году на территории Леньковской волости рядом с Бахаревским озером был создан переселенческий участок №699 Курганный. Заселение Курганного переселенческого участка происходило в 1874-1915 годах крестьянами, прибывшими из Орловской, Тамбовской, Вологодской и др. губерний (данные по всем переселенцам находятся в Государственном архиве Томской области ф.196, оп.15, д.196). С 01 июля 1912 года участок вошел в состав Добровольской волости Барнаульского уезда. 
Общее Присутствие Томского Губернского Управления журнальным постановлением от 29 марта 1913 года за номером 179 определило образовать на переселенческом участке Курганский самостоятельное сельское общество Курганское. При этом, в записях была сделана ошибка, и таким образом переселенческий участок Курганный стал сельским обществом Курганским. 
Первыми поселенцами на землях Курганного переселенческого участка, согласно записям исследователя истории основания посёлка Живенкова К.М. (потомка семьи Фёдоровых), были: 
1. Кондауров Илья Федорович с женой Татьяной и детьми: Петром, Дмитрием, Афанасием, Екатериной, Марией (водворение 16 мая 1911 года; прежнее место жительства – Шаблыкинская волость Карачевского уезда Орловской губернии);
2. Яшин Антон Иванович с женой Василисой и сыном Иваном (водворение 16 мая 1911 года; прежнее место жительства – Работьковская волость Дмитровского уезда Орловской губернии);
3. Урыков Яков Петрович с женой Екатериной и детьми: Василием, Романом, Пелагеей, Михаилом, Ефросинией (водворение 16 мая 1911 года; прежнее место жительства – Работьковская волость Дмитровского уезда Орловской губернии);
4. Зыбин Михаил Васильевич с женой Мариной и детьми: Тихоном, Тимофеем, Никитой, Марией, Наталией (водворение 16 мая 1911 года; прежнее место жительства – Шаблыкинская волость Карачевского уезда Орловской губернии);
5. Ситков Семен Парфенович с женой Екатериной и детьми: Марфой, Иваном, Пелагеей, Митрофаном, Наталией, Михаилом (водворение 21 мая 1911 года; прежнее место жительства – Ускинская волость Болховского уезда Орловской губернии);
6. Гончаров Алексей Федулович с женой Аграфиной и детьми: Михаилом, Варварой, Александром, Семеном, Паланей (водворение 2 июня 1911 года; прежнее место жительства – Островская волость Ливенского уезда Орловской губернии);
7. Морин Ион Поликарпович с женой Еленой и детьми: Иваном. Семеном, Христиной, Фионой, Анастасией (водворение 2 июня 1911 года; прежнее место жительства – Скарятинская волость Малоархангельского уезда Орловской губернии);
8. Колчанов Роман Васильевич с женой Татьяной и детьми: Иовом, Федором, Февронией, Ефросиньей, Марией (водворение 2 июня 1911 года; прежнее место жительства – Скарятинская волость Малоархангельского уезда Орловской губернии);
9. Федотов Семен Иванович с женой Анной и детьми Марфой и Василием (водворение 2 июня 1911 года; прежнее место жительства – Скарятинская волость Малоархангельского уезда Орловской губернии);
10. Шебанов Алексей Борисович с женой Соломонидой и детьми: Абрамом, Митрофаном, Петром, Яковом, Владимиром (водворение 11 июня; прежнее место жительства – Жерновская волость Ливенского уезда Орловской губернии);
11. Антоненков Афанасий Гаврилович с женой Татьяной и детьми: Павлом, Григорием, Евдокией, Ульяной (водворение 13 июня 1911 года; прежнее место жительства – Подывотская волость Севского уезда Орловской губернии);
12. Кондауров Егор Сергеевич с женой Анастасией (водворение 1 июля 1911 года; прежнее место жительства – Шаблыкинская волость Карачевского уезда Орловской губернии);
13. Стручков Андрей Кузьмич с женой Наталией, а также их дети: Михаил с женой Анной и дочерью Софией; дочери Ефросинья, Евдокия, Агрипина, Матрёна (водворение 1 июля 1911 года; прежнее место жительства – Сомовская волость Карачевского уезда Орловской губернии);
14. Фёдоров Поликарп Иванович с братом Фёдором (водворение 1 июля 1911 года; прежнее место жительства – Ускинская волость Болховского уезда Орловской губернии);
15. Потапов Иван Дементьевич с женой Акулиной и сыном Никифором (водворение 1 июля 1911 года; прежнее место жительства – Буйская волость Нолинского уезда Вятской губернии);
16. Шевляков Фаддей Федорович с женой Анной и детьми: Иваном, Верой, Серафимой, Никитой, Александром, Анной (водворение 25 августа 1914 года; прежнее место жительства – Карпельская волость Усманского уезда Тамбовской Губернии).

Также, среди первых жителей Курганного поселения были переселенцы: Бурыкин, Осин, Орлов, Пронин, Терехов, Барышевич, Барышов, Барщев, Степкин, Архипов, Унтагов, Васичев, Попов, Воронин, Дорохов, Топласский, Васильев, Сиротин, Пешков, Шарапов, Полозов, Девушкин, Повалихин, Мельников, Ежиков, Гумаков, Коршунов, Фот, Кнельзен, Реймер, Писсен, Каздорф, Абрамс, Барген, Эдтер, Коноплёв.
В 1928 г. посёлок Курганский состоял из 59 хозяйств, основное население — русские. В составе Ивановского сельсовета Знаменского района Славгородского округа Сибирского края, и являлся отделением колхоза им. Ленина. Позже, посёлок Курганский был переименован в посёлок Курган.

## Население
| 1997 | 1998 | 1999 | 2000 | 2001 | 2002 |
| ---- | ---- | ---- | ---- | ---- | ---- |
| 215  | ↗224 | ↗226 | ↘216 | ↗221 | ↘207 |
| 2003 | 2004 | 2005 | 2006 | 2007 | 2008 |
| ↗209 | ↘203 | ↘177 | ↗179 | ↘167 | ↘162 |
| 2009 | 2010 | 2011 | 2012 | 2013 |      |
| ↘138 | ↘113 | ↘112 | ↘101 | ↘90  |      |